# Gran Premio Industria e Commercio di Prato 1947
Il Gran Premio Industria e Commercio di Prato 1947, seconda edizione della corsa, si svolse il 9 settembre 1947 su un percorso di 192 km con partenza e arrivo a Prato. Fu vinto dall'italiano Sergio Maggini, che completò il percorso in 5h38'00", alla media di 34,178 km/h, precedendo in volata i connazionali Luigi Casola e Michele Motta. Conclusero la prova, organizzata dall'A.C. Pratese, almeno 18 ciclisti.

## Percorso
Dopo il via in Viale Piave a Prato, il percorso attraversò nell'ordine Firenze, Pontassieve, Incisa Valdarno, San Donato in Collina (salita), Bagno a Ripoli, di nuovo Firenze, Falciani (salita), Montelupo Fiorentino, Empoli, Cerreto Guidi, Lamporecchio, San Baronto (salita) e Pistoia; la prova si concluse dopo 192 km sulla pista dell'ippodromo comunale.

## Ordine d'arrivo (Top 10)
| Pos. | Corridore            | Squadra        | Tempo    |
| ---- | -------------------- | -------------- | -------- |
| 1    | Sergio Maggini       | Benotto        | 5h38'00" |
| 2    | Luigi Casola         | Bianchi        | s.t.     |
| 3    | Michele Motta        | Lygie          | s.t.     |
| 4    | Giulio Bresci        | Welter         | s.t.     |
| 5    | Vittorio Rossello    | Wilier Triest. | s.t.     |
| 6    | Serafino Biagioni    | Benotto        | s.t.     |
| 7    | Giovanni De Stefanis | Viscontea      | s.t.     |
| 8    | Ezio Cecchi          | Welter         | s.t.     |
| 9    | Ilio Simoni          | Wally          | a 2'50"  |
| 10   | Italo De Zan         | Lygie          | a 5'28"  |